# 山江村立山田小学校
山江村立山田小学校（やまえそんりつ やまだしょうがっこう）は、熊本県球磨郡山江村山田にある公立の小学校。

## 概要
歴史
1874年（明治7年）創立。現校名となったのは1947年（昭和22年）。2024年（令和6年）に創立150周年を迎えた。
学校教育目標
「将来への夢を持ち、夢の実現に向かって、たくましく生きる山田っ子の育成」
校章
中央に「小」の文字を配している。
校歌
1964年（昭和39年）制定。作詞・作曲はともに福島省吾、補作は新井久好による。歌詞は3番まであり、各番の歌詞中に校名の「山田校」が登場する。
通学区域
山江村のうち「第1区～第12区に属する地域」。中学校区は山江村立山江中学校。

## 沿革
山田小学校
- 1874年（明治7年）4月 - 高寺院を借用し、「寺の下小学校」が創立。尾崎支校（分校）を設置。

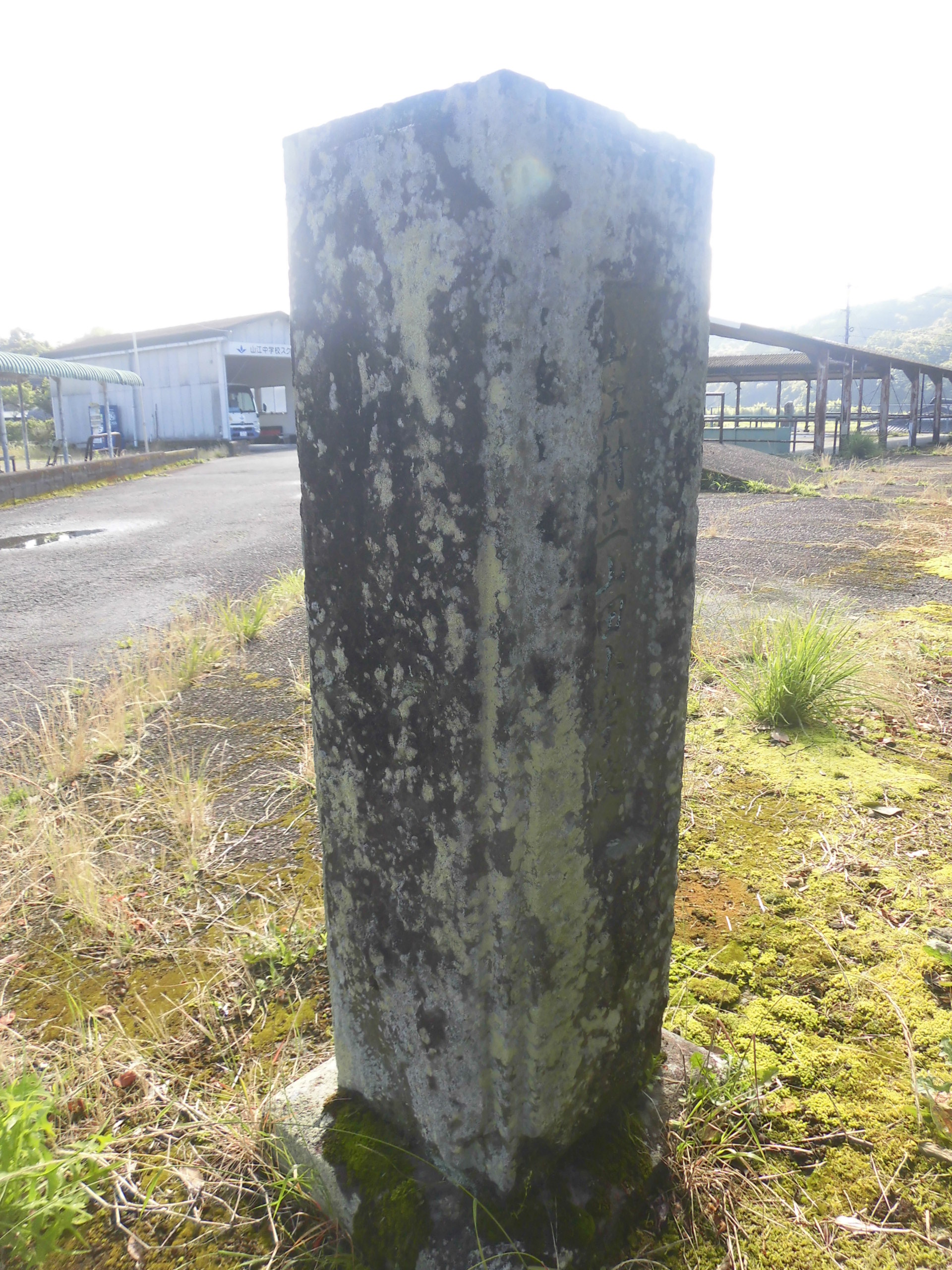
1884年（明治17年）4月[2] - 辻に新築移転の上、「山田小学校」に改称。
- 1887年（明治20年） - 小学校令施行により、尋常科（3～4年制）を設置の上、「尋常山田小学校」に改称。城内小学校[3]を統合の上、城内支校（分校）とする。
- 1889年（明治22年）
  - 4月1日 - 町村制施行により、球磨郡2村（山田・万江）が合併し、「山江村」が発足。
  - この年 - 尾崎支校が分離の上、尋常尾崎小学校として独立。
- 1892年（明治25年）4月 - 城内支校が分離の上、城内尋常小学校[3]として独立。
- 1893年（明治26年）4月 - 「山田尋常小学校」と改称。
- 1898年（明治31年）10月 - 校舎（瓦葺き2棟）を改築。
- 1906年（明治38年）4月 - 高等科を併置の上、「山田尋常高等小学校」と改称。
- 1908年（明治41年）4月 - 改正小学校令により、尋常科（義務教育年限）が4年制から6年制に改められる。従来の高等科1・2年を尋常科5・6年に改めたことにより、高等科が廃止されたため、「山田尋常小学校」に改称（尋常科6年）。
- 1909年（明治42年）- 尾寄崎分教場（およりさき）を設置。
- 1915年（大正4年）4月 - 高等科（2年制）を併置の上、「山田尋常高等小学校」に改称（尋常科6年・高等科2年）
- 1941年（昭和16年）4月1日 - 国民学校令施行により、「山江村山田国民学校」と改称。尋常科を初等科に改める。
- 1947年（昭和22年）- 学制改革が行われる（六・三制の実施）。
  - 4月1日 - 国民学校初等科は、新制小学校「山江村立山田小学校」（現校名）と改称。
  - 4月 - 村内の国民学校高等科は、青年学校普通科とともに、新制中学校「山江村立山江中学校」に統合・集約される。青年学校校舎を使用。
- 1950年（昭和25年）4月 - 講堂を改築。
- 1952年（昭和27年）11月 - 講堂を普通教室に改造。
- 1957年（昭和32年）6月 - 4教室を増築。
- 1958年（昭和33年）5月 - 新講堂が完成。
- 1964年（昭和39年）4月 - 校歌を制定。
- 1967年（昭和42年）3月 - 完全給食を開始。
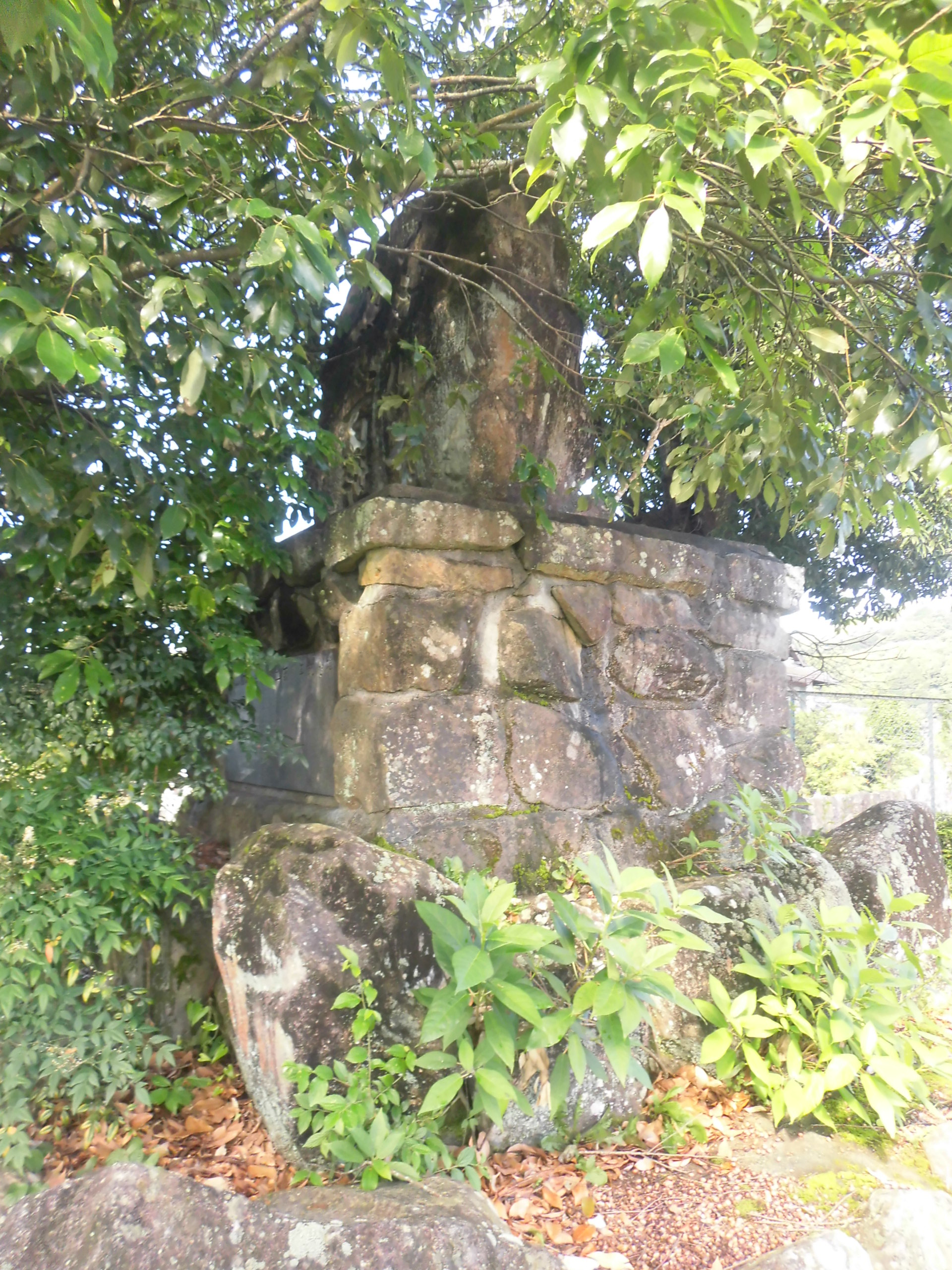
1974年（昭和49年）11月 - 創立100周年記念式典を挙行。
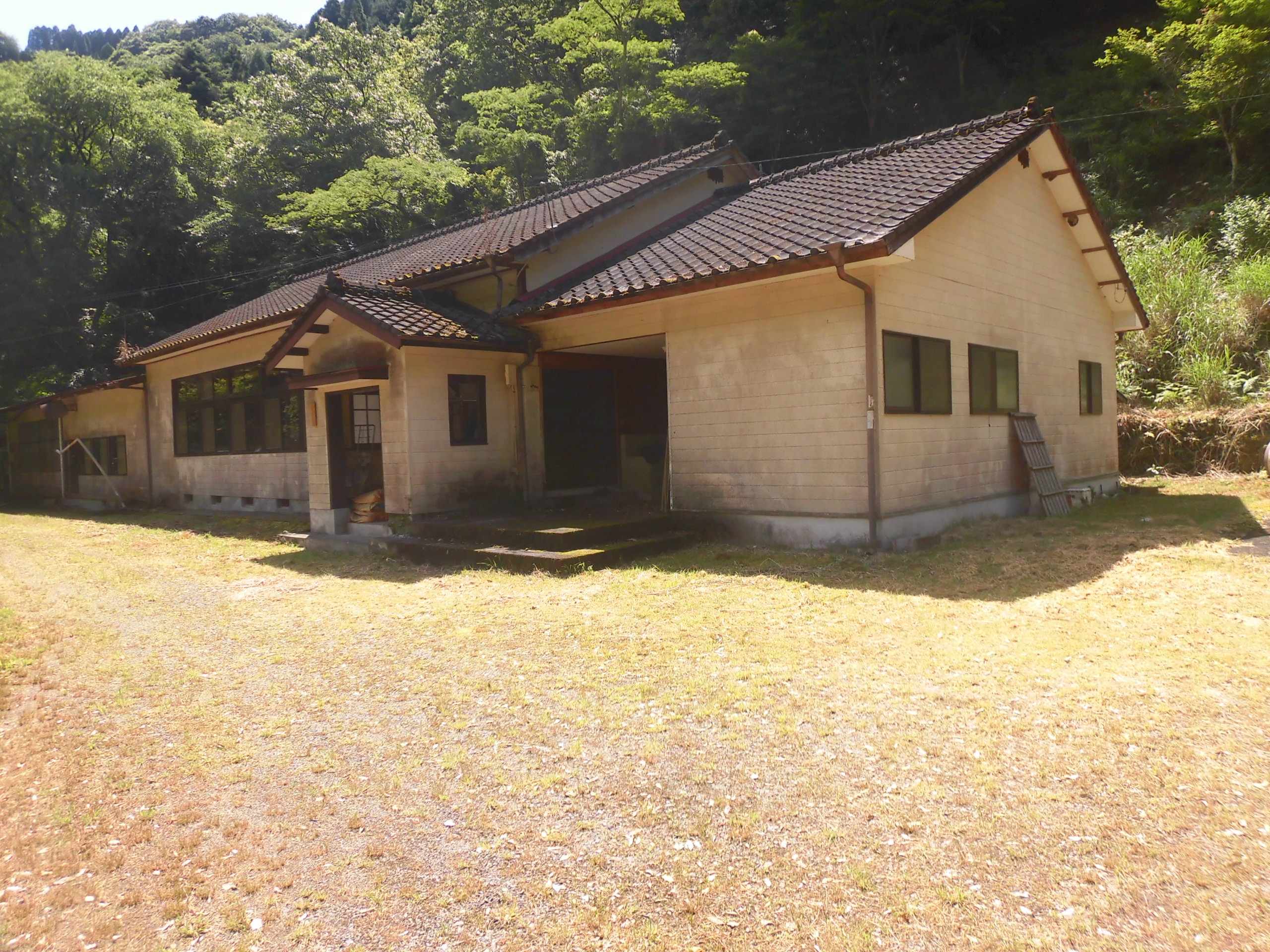
1975年（昭和50年）4月1日 - 山江村立尾崎小学校を統合。尾崎方面からのスクールバスの運行を開始。
- 1976年（昭和51年）3月 - 現在地に新校舎が完成し、移転を完了。
  - 旧・所在地（山田小学校）- 熊本県球磨郡山江村山田丁10番地（北緯32度14分59.1秒 東経130度46分09.0秒 / 北緯32.249750度 東経130.769167度）
  - 現・所在地（山田小学校）- 熊本県球磨郡山江村山田乙2030番地（北緯32度14分38.5秒 東経130度46分23.7秒 / 北緯32.244028度 東経130.773250度）
- 1977年（昭和52年）2月 - 体育館が完成。
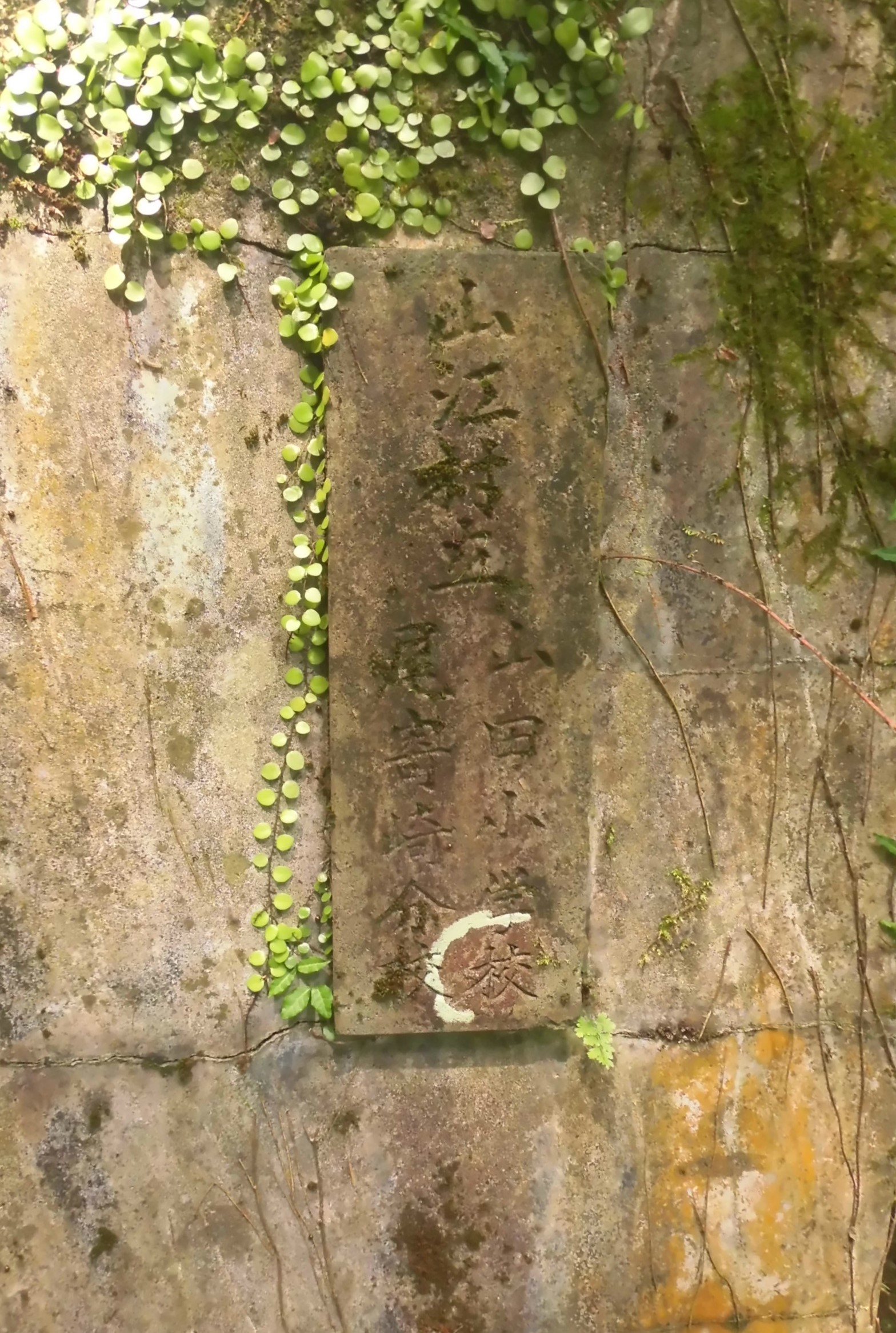
1978年（昭和53年）4月1日 - 尾寄崎分校が休校となる。
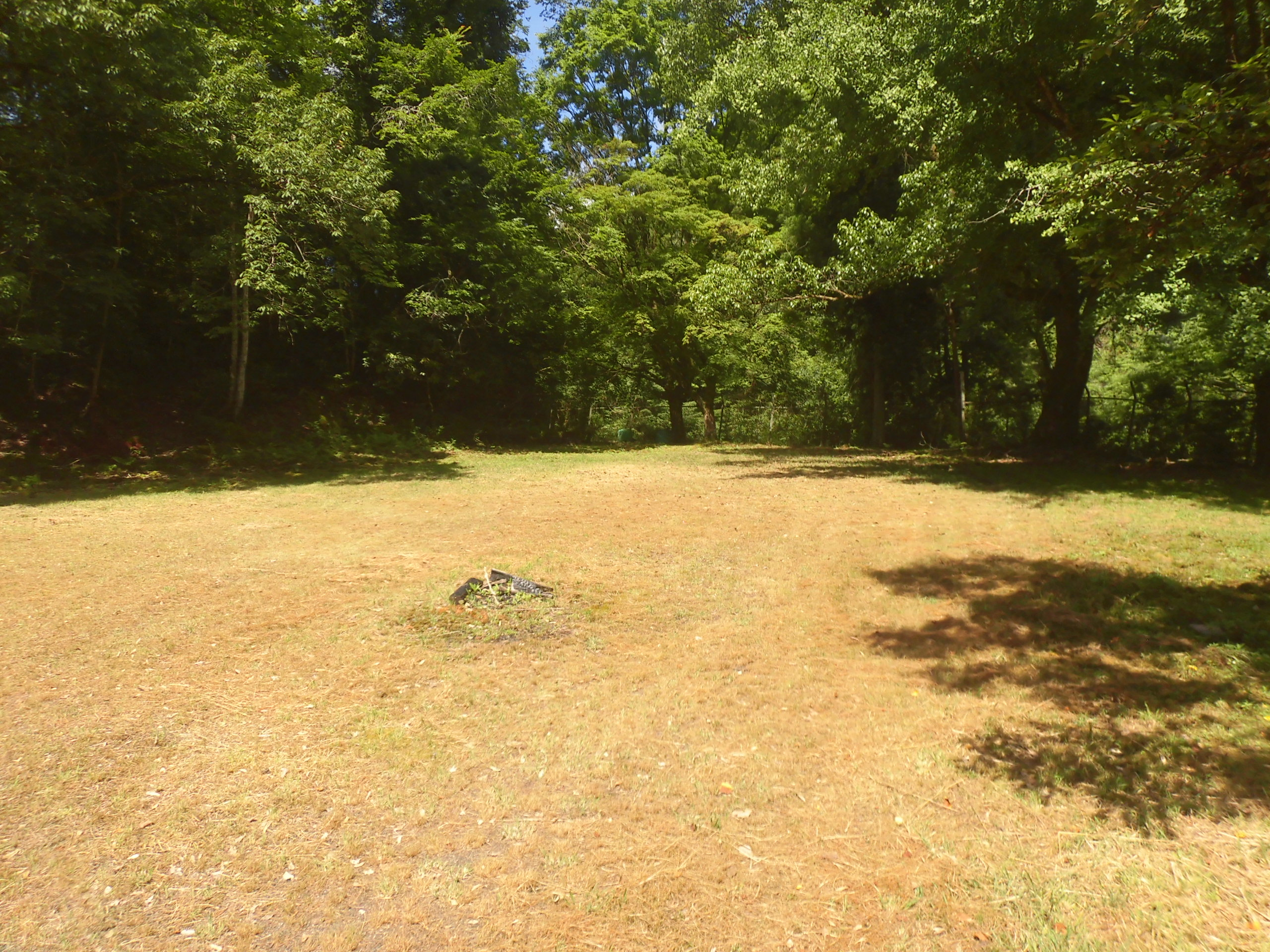
尾寄崎分校 運動場跡

- 1982年（昭和57年）12月 - 独立学校図書館を増築。
- 1988年（昭和63年）
  - 4月1日 - 尾寄崎分校が村立小学校3校（大川内・尾形・城内）とともに、山江村立万江小学校に統合される。
  - 最終所在地（尾寄崎分校）- 熊本県球磨郡山江村山田戊1116番地（北緯32度19分26.1秒 東経130度46分41.7秒 / 北緯32.323917度 東経130.778250度）
  - 跡地は尾寄崎キャンプ場となっている。
  - 8月 - プールが完成。
- 1992年（平成4年）から1995年（平成7年）までの間 - 校舎・体育館の大規模改修工事を実施。
- 2004年（平成16年）1月 - 学校評議委員制度が導入される。
- 2008年（平成20年）7月 - 耐震工事を実施。

- 山田小
移転前の門柱
- 山田小
移転前の
創立100周年記念碑
- 尾寄崎分校
校舎
- 尾寄崎分校
門柱
- 尾寄崎分校
運動場跡

旧・尾崎小学校（おざき）
- 1874年（明治7年）4月 - 「寺の下小学校 尾崎支校」（分校）として創立。
- 1884年（明治17年）4月 - 「山田小学校 尾崎支校」に改称。
- 1889年（明治22年）- 尋常科（4年制）を設置の上、「尋常尾崎小学校」に改称。
- 1892年（明治25年）-「尾崎尋常小学校」に改称。
- 1913年（大正2年） - 高等科を併置の上「尾崎尋常高等小学校」と改称。
- 1941年（昭和16年）4月1日 - 国民学校令施行により、「山江村尾崎国民学校」と改称。尋常科を初等科に改める。
- 1947年（昭和22年）4月1日 - 学制改革により、「山江村立尾崎小学校」（最終名）と改称。
- 1975年（昭和50年）3月31日 - 山江村立山田小学校への統合により閉校。101年の歴史に幕を下ろした。
  - 旧・所在地（尾崎小学校）- 熊本県球磨郡山江村山田戊1094番地（北緯32度17分20.5秒 東経130度47分43.6秒 / 北緯32.289028度 東経130.795444度）
  - 跡地は尾崎集会所（公民館）となっている。

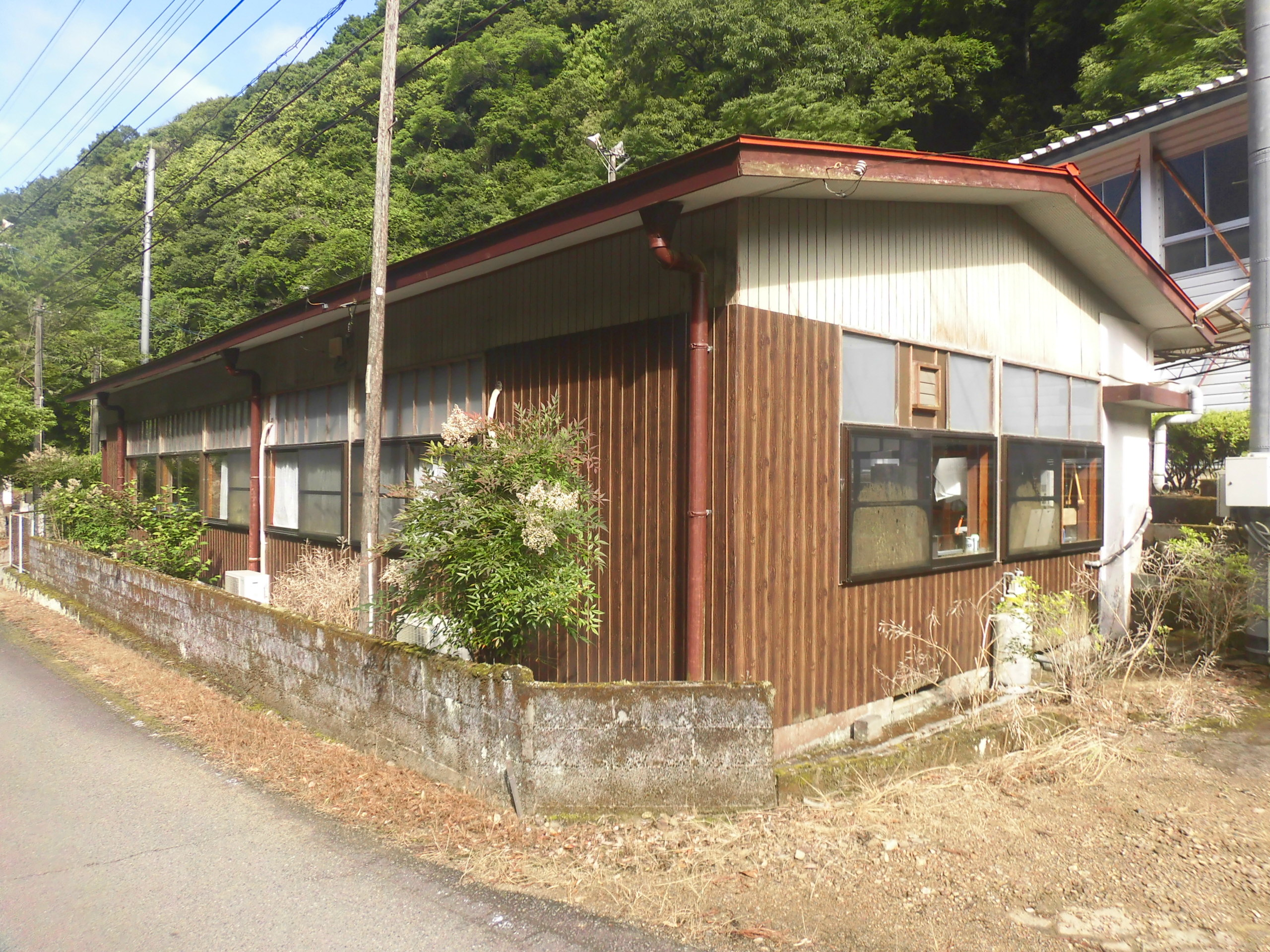
尾崎小 校舎
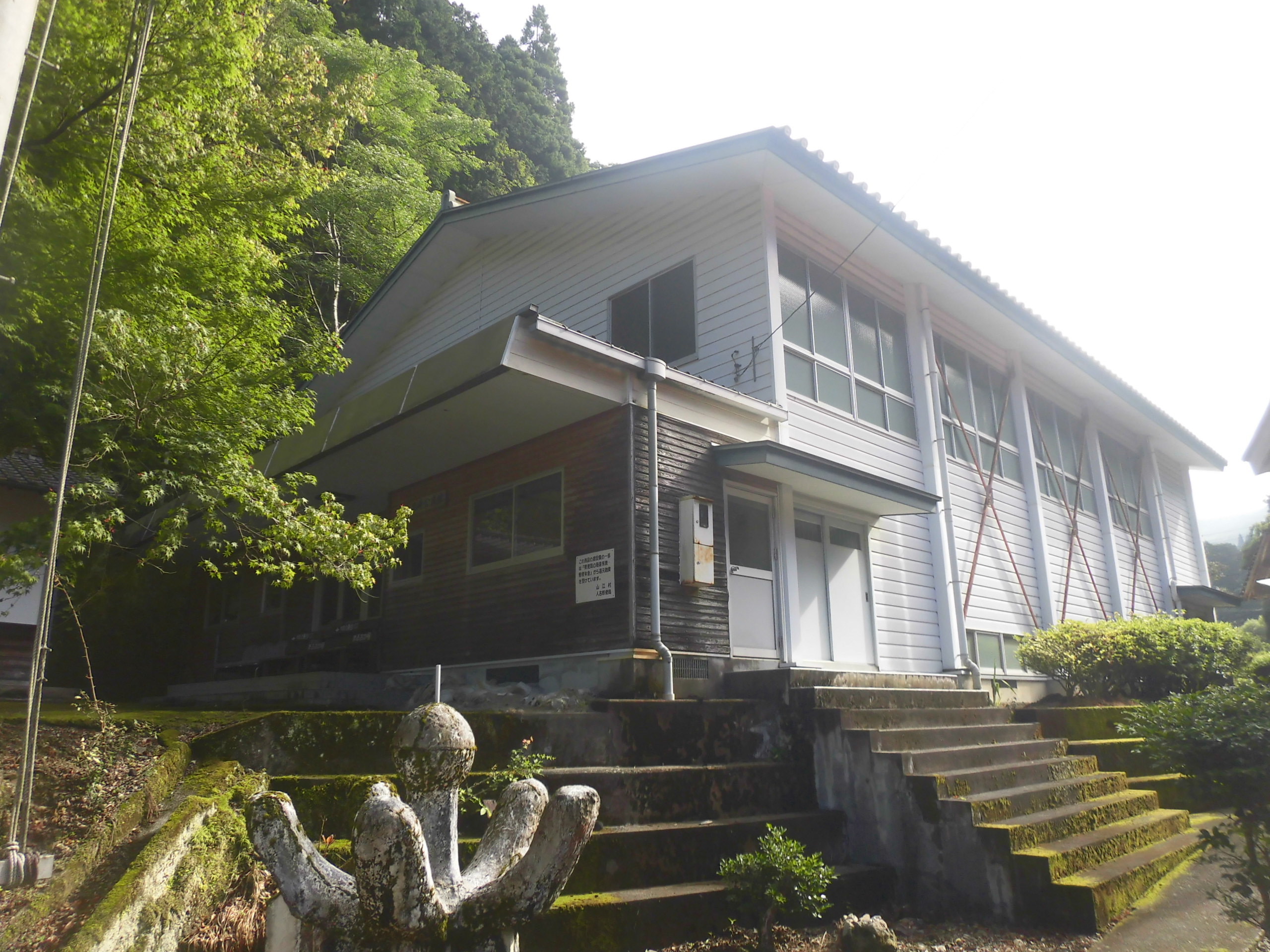
尾崎小 体育館

## クラブ活動
- 野外活動クラブ
- フィッシングクラブ
- 室内遊びクラブ
- 家庭科クラブ
- イラストクラブ
- 音楽クラブ
- パソコンクラブ
- サイエンス（理科）クラブ

## 交通アクセス
最寄りの鉄道駅
- JR九州 肥薩線 「人吉駅」

最寄りのバス停留所
- やまえ乗合バスまるおか号 山田線[4]

最寄りの幹線道路
- 熊本県道162号相良人吉線
- 九州縦貫自動車道（高速道路）「人吉IC」

## 周辺
- 章鹿倉保育園（しょうがくら）
- 医療法人愛 介護老人保健施設 つつじのさと
- 山江村役場
- 山江村歴史民俗資料館
- 山江村商工会
- 山江村体育館
- 山江村社会福祉協議会・シルバー人材センター
- 人吉警察署山江警察官駐在所
- 山江郵便局
- 山田川